# Arisaema bockii
Arisaema bockii är en kallaväxtart som beskrevs av Adolf Engler. Arisaema bockii ingår i släktet Arisaema och familjen kallaväxter. Inga underarter finns listade.